# Javamens
De Javamens (vroeger Pithecanthropus erectus en tegenwoordig Homo erectus javanicus) is een prehistorische mens waarvan in 1891-92 een collectie fossielen werd gevonden op het oosten van het eiland Java.
De Javamens wordt tegenwoordig door antropologen net als vergelijkbare fossielen uit de omgeving van de Chinese hoofdstad Peking (de pekingmens) tot de soort Homo erectus gerekend. Deze leefde rond 1 miljoen jaar geleden. De eerste fossielen van de javamens werden ontdekt aan de oever van de Solorivier door een team van de Nederlandse antropoloog Eugène Dubois in 1891 en bevinden zich nu in de collecties van Naturalis in Leiden. Sinds augustus 2019 is in Naturalis ook een reconstructie te zien van hoe de Javamens er uit had kunnen zien.

## Ontdekking

### Eerste vondsten

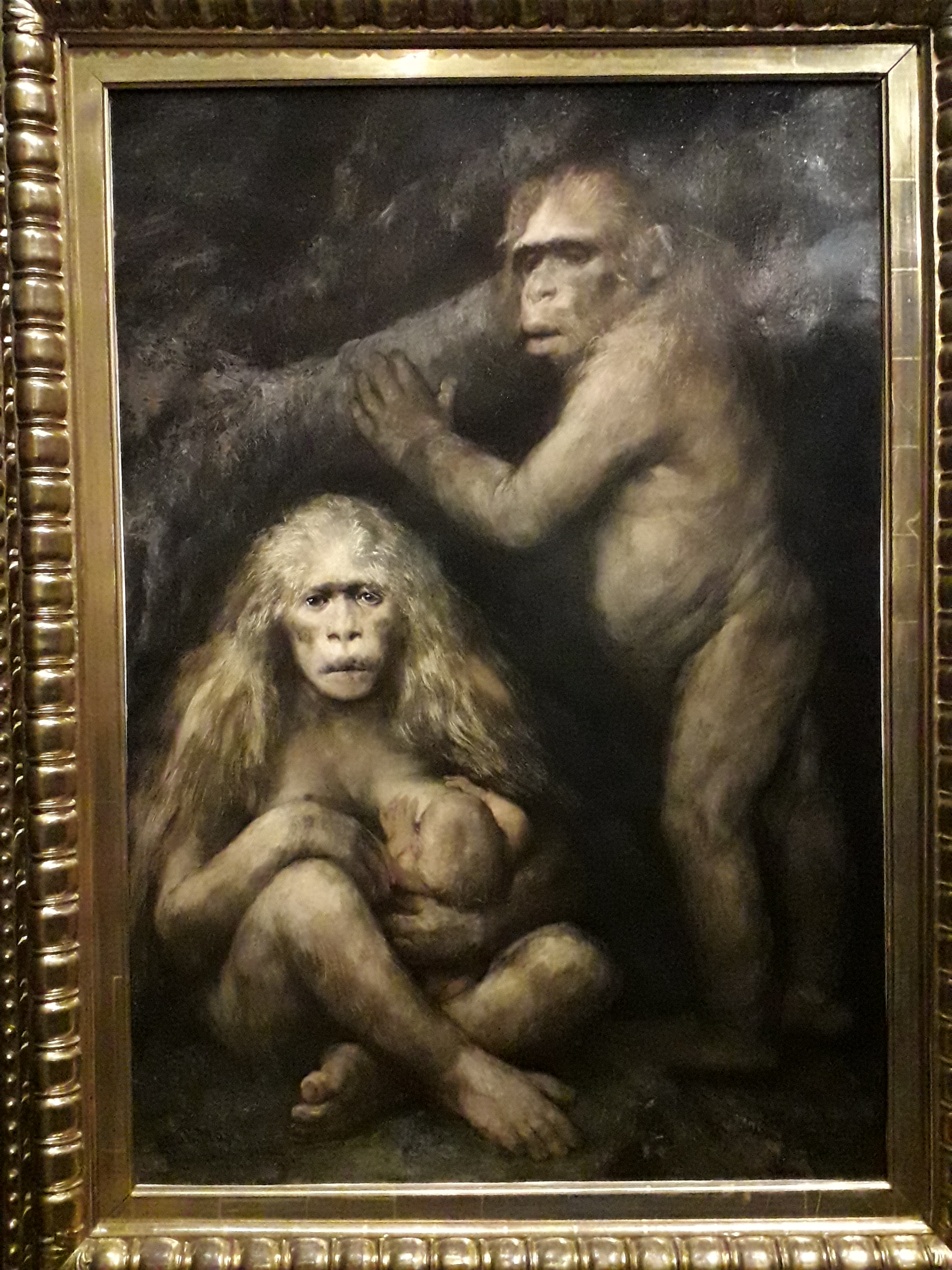
"Pithecanthropus alalus"

Charles Darwin had in zijn boek  The Descent of Man and Selection in Relation to Sex in 1871 het vermoeden uitgesproken dat de mens zich in Afrika had ontwikkeld, aangezien op dat continent gorilla's en chimpansees voorkomen, de nauwste levende verwanten van de mens. De meeste moderne antropologen zijn het met hem eens.

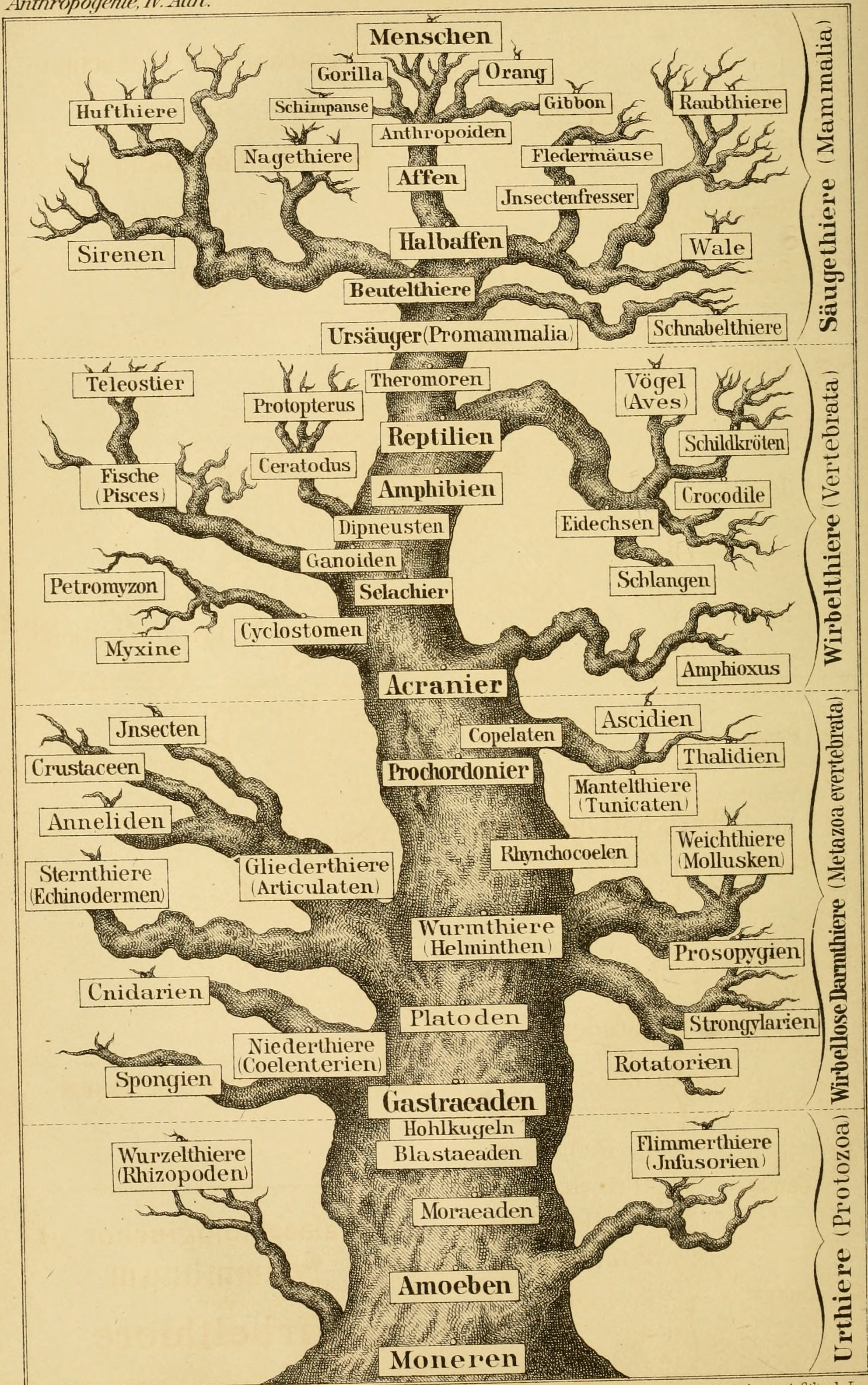
Haeckels stamboom

In tegenstelling tot Darwin vermoedde de Duitse bioloog Ernst Haeckel in zijn boek Natürlichen Schöpfungsgeschichte van 1868 dat de mens waarschijnlijk in Zuid-Azië was ontstaan. Haeckel dacht dat dit gebeurd was op het verzonken continent Lemurië, waarvan de Indonesische Soenda-eilanden een overblijfsel zouden zijn. Hij noemde de hypothetische schakel tussen aap en mens in 1889 Pithecanthropus alalus, de 'niet-sprekende aapmens', die de laatste stap in de menswording, het spreken, nog niet meester was. Hij plaatste deze puur theoretische vorm in de 'evolutionaire stamboom', een concept dat hijzelf bedacht had, tussen de Aziatische mensapen en de moderne mens. Hij dacht namelijk, in navolging van Charles Lyell en Alfred Russel Wallace, dat juist gibbons en orang-oetans daaraan nauwer verwant waren. Hij vormde zich ook al een beeld van het uiterlijk van zo'n wezen: harig, met een lang hoofd en vooruitstekende tanden. Het zou niet helemaal rechtop gelopen hebben maar zich voortbewogen met een ineengedoken romp. De befaamde apenschilder Gabriel von Max gaf in 1894 in olieverf deze vorm gestalte. Overigens kwam het niet bij Haeckel op om zelf naar de fossielen van het schepsel te gaan zoeken. De embryologie achtte hij al bewijs genoeg. Wel riep hij anderen in het algemeen op in 'Maleisische grotten' op zoek te gaan.

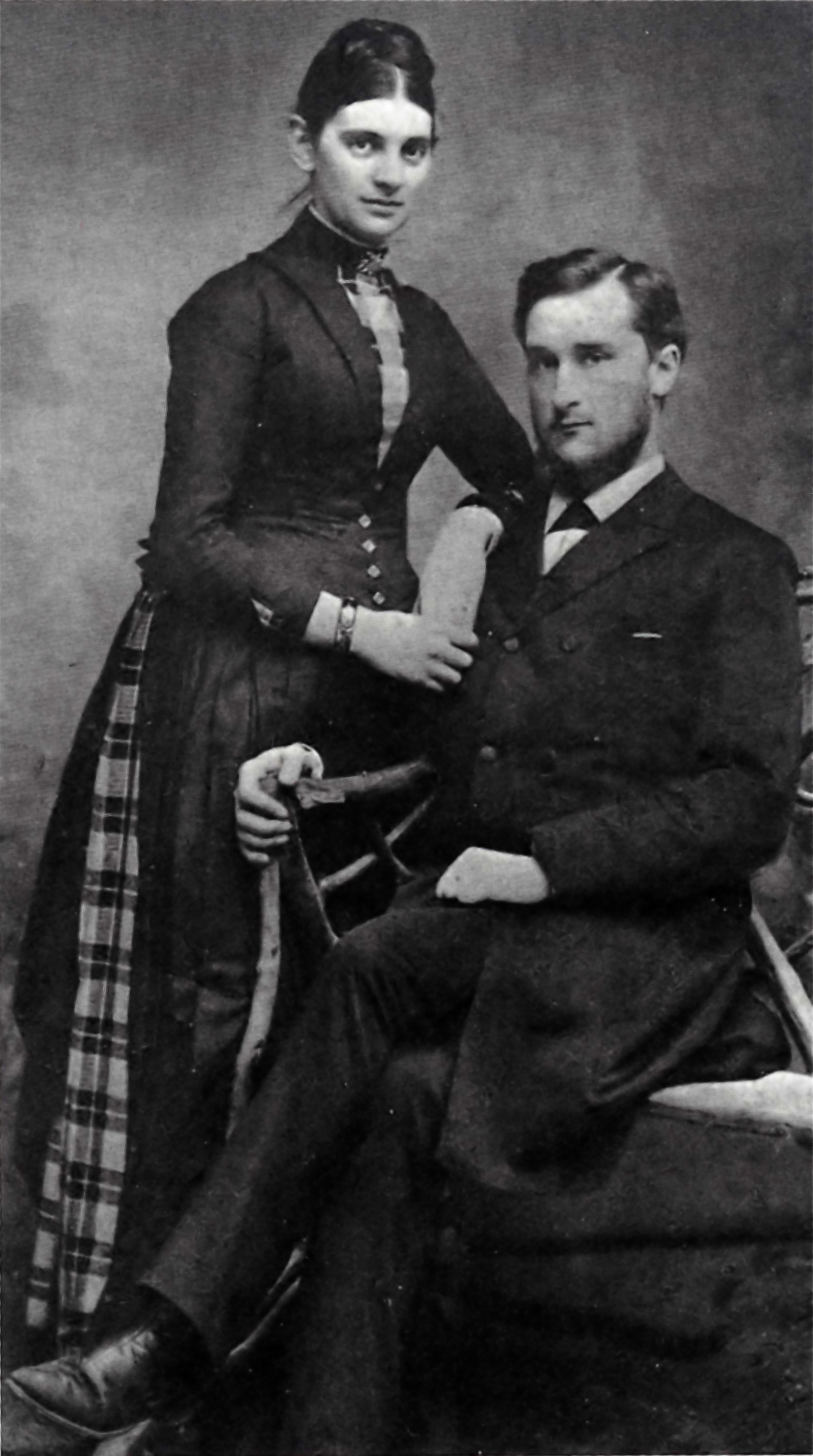
Dubois en zijn vrouw Anna Lojenga in 1887

Haeckels idee werd enorm populair. Zij fascineerde de jonge Nederlandse arts en natuurvorser Eugène Dubois. Dubois had als scholier al in Zuid-Limburg fossielen opgegraven. Door een krantenartikel over een voordracht van de materialist Carl Vogt werd hij op tienjarige leeftijd darwinist. Vogt meende ten onrechte dat de aandoening van microcephalie het restant was van een eerdere evolutiefase van de mens. Dubois las op het HBS in Roermond Haeckels boeken. In Amsterdam bezocht Dubois, tussen 1877 en 1881 student medicijnen, een lezing van Haeckel. Anders dan deze wel veel waarde hechtend aan de 'harde' feiten, raakte Dubois geobsedeerd door de hoop de ontdekker van de missing link te zullen worden. Opgravingen in Zuid-Limburg in 1886 en 1887 leverden geen prehistorisch materiaal op. Een baan als lector vergelijkende anatomie onder Max Fürbringer bij de Universiteit van Amsterdam, na een aanstelling in 1886, gaf hij plots op. Een plan voor een paleontologische expeditie naar Indië werd door de staat afgewezen. Niemand had ooit eerder zo'n gerichte paleo-antropologische speurtocht uitgevoerd. Dubois reisde in oktober 1887 met vrouw en kind naar Nederlands-Indië om, dan maar als arts in dienst getreden van het Koninklijk Nederlandsch-Indisch Leger, op zoek te gaan naar de ontbrekende schakel in de evolutie tussen mensen en hun aapachtige voorouders. Op 11 december 1887 kwam hij aan in Padang op Sumatra. Dubois werd gelegerd in een militair hospitaal en kon alleen in zijn vrije tijd en op eigen kosten naar fossielen zoeken. Mei 1888 werd hij overgeplaatst naar Payakumbuh. 
In juli 1888 begon Dubois de Lida Adjer uit te graven, een grot waar hij vele botten van fossiele zoogdieren vond. In april 1888 schreef Dubois een artikel waarin hij vijf argumenten opsomde om aan te nemen dat de missing link in Indië te vinden zou zijn. Het verlies van lichaamshaar wees op een herkomst van de mens uit de tropen. In de tropen zijn ook basale mensapen te vinden. In India waren al resten gevonden van oude mensapen en Indië moest een vergelijkbare habitat geweest zijn. Gibbons delen verschillende kenmerken met mensen. De weinige menselijke fossielen die bekend waren, had men altijd in grotten gevonden en Sumatra had daarvan een ruime voorraad omdat de plaatselijke geologie veel karstvormen toonde. Hij overtuigde hiermee de commissie voor wetenschappelijk onderzoek ervan om in maart 1889, van het ministerie van onderwijs uit, een expeditie te financieren en twee genisten, Franke en Van den Nesse, en vijftig dwangarbeiders ter beschikking te stellen voor opgravingen. Het werk ging in 1889 zeer moeizaam. Een genist bleek te lui om te werken, de ander ging dood aan malaria die ook Dubois zelf en groot deel van zijn arbeiders velde. Hij hoopte grotten te onderzoeken maar de plaatselijke bevolking hield daarvan de locatie geheim omdat ze dachten dat het Dubois om verborgen goudschatten te doen was. Men kon zich niet voorstellen dat zoveel inspanning gewijd was aan het vinden van wat oude botten. In 1889 werden geen menselijke resten gevonden op Sumatra en alleen botten van recente zoogdieren. Op 24 oktober 1888 was echter door mijningenieur B.D. van Rietschoten een fossiele menselijke schedel gevonden bij Wadjak op Java. Die was weliswaar van een vrij modern type maar Dubois zag de vondst als een goed voorteken.

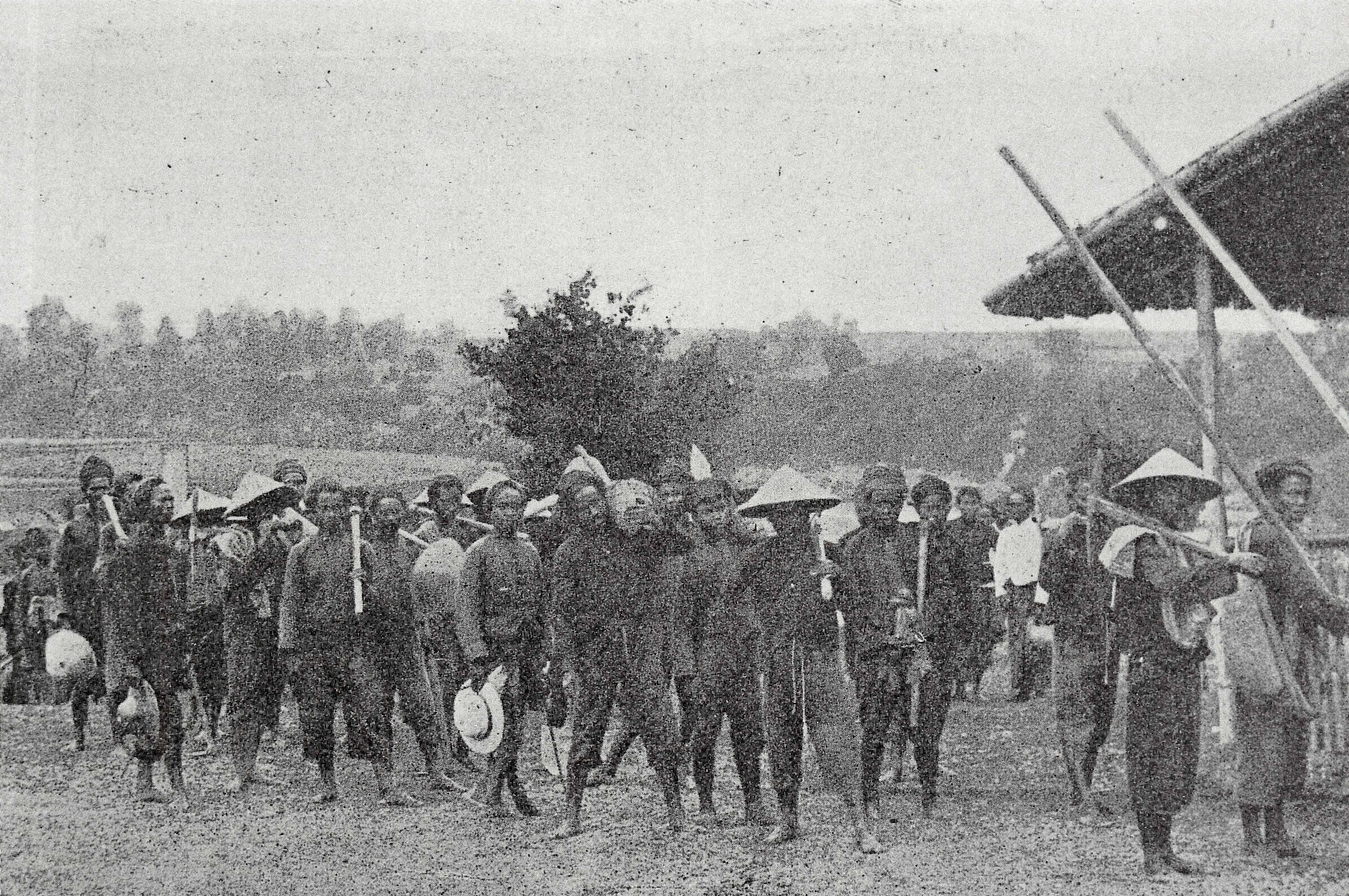
Inlandse dwangarbeiders deden het graafwerk

Op 14 april 1890 kreeg Dubois toestemming zijn werkzaamheden naar Java te verleggen. Hij zette zijn hoofdkwartier op in Tulungagung in het zuidoosten van het eiland. Hij kreeg twee nieuwe korporaals der genie toegewezen, de competente Gerardus Kriele en Anthonie de Winter, en een verse lichting inheemse dwangarbeiders. Eerst probeerde hij weer grotten te onderzoeken, zonder veel resultaat. Er waren echter fossielen gemeld van de oevers van de rivier de Solo bij het dorp Trinil en Dubois besloot daar maar eens te laten graven. Op 24 november 1890 vond men een menselijke kaak met tanden bij Kedung Brubus. Dubois vond die echter niet primitief genoeg. Een nieuwe opgraving werd gestart in een bocht van de Solo. Daar groef men een kuil in de oeverwand met een doorsnede van veertien meter. Op zeventien meter diepte stuitte men op een harde fossielhoudende laag van een meter dik. Al snel waren zo'n twaalfduizend zoogdierfossielen verzameld, genoeg om vierhonderd kratten te vullen. Die waren ook van de gewenste ouderdom, het Pleistoceen. In augustus 1891 vond men een grote kies, een bovenste derde rechtermolaar. In oktober 1891 vonden de korporaals, die samen met de vijftig dwangarbeiders het echte werk deden, een schedeldak (calvaria). Het regenseizoen onderbrak de werkzaamheden die hervat werden in mei 1892. Eind augustus 1892 werd dieper in de groeve, een dozijn meter stroomopwaarts van de kies, door de Winter een linkerdijbeen ontdekt. Kriele moest op 7 september rapporteren dat beenschilfers van het onderste gewrichtsvlak van het bot verloren waren gegaan omdat De Winter ze op een djatiblad had gelegd dat wegwoei. Zulke bladeren, die ruimschoots voorhanden waren, vormden het gebruikelijke verpakkingsmateriaal. Dubois, zelf geen geoloog, documenteerde de vondsten slecht, zodat hun relatieve stratificatie niet vastgelegd werd.

### Naamgeving

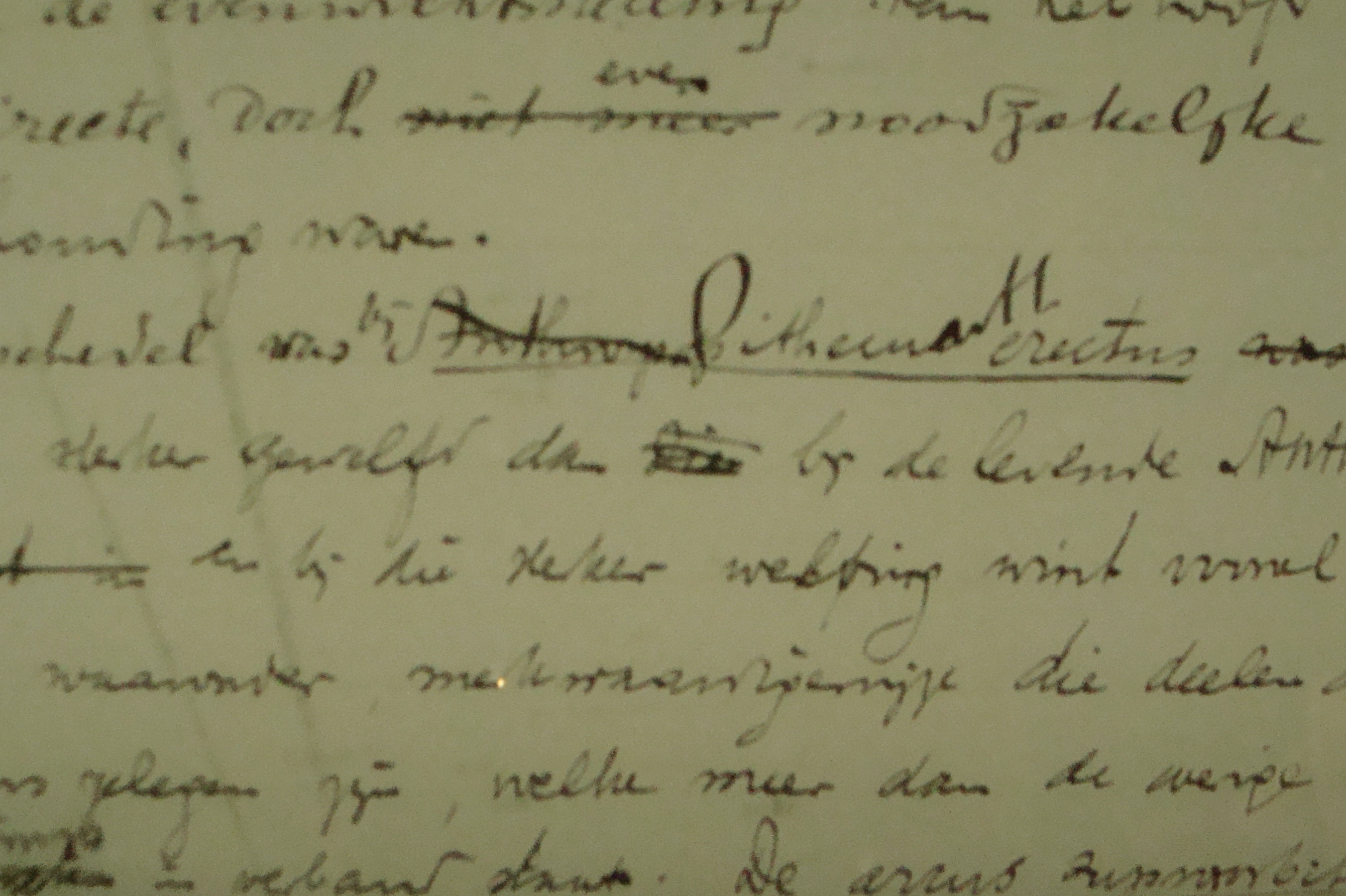
Het manuscript waarin de naam Anthropopithecus doorgestreept is

Dubois ging er meteen van uit dat alle vondsten van één taxon afkomstig waren en zelfs één individu, een oude vrouw. Hij noemde de vondst van de kies in 1891 Anthropopithecus ("mensaap"), naar het geslacht Anthropopithecus, in de negentiende eeuw een alternatief voor Pan, de geslachtsnaam van de chimpansee.  In 1878 waren tanden uit India toegewezen aan een Troglodytes sivalensis, een vermeende voorloper van de chimpansee. Overigens hadden de Franse antropologen Gabriel de Mortillet en Abel Hovelacque in 1873 de missing link een Anthropopithèque genoemd. Na de vondst van het dijbeen werd de soortaanduiding erectus, "rechtopgaand", toegevoegd. De naam Anthropopithecus gebruikte Dubois nog op 18 december 1892, in een dankbrief aan de anatoom Max Weber die hem uit Amsterdam een chimpanseeschedel ter vergelijking gezonden had. Omdat hij begreep dat hij met een nieuwe tussenvorm tussen apen en mensen te maken had, veranderde hij dit uiteindelijk in Pithecanthropus erectus (rechtopstaande aapachtige mens). Naar deze naam werd voor het eerst verwezen in een brief gedateerd 28 december 1892, waarin Dubois Anthropopithecus doorstreept en vervangt door Pithecanthropus, de hoofdletter over de tweede p van Anthropopithecus pennend. Ten onrechte wordt hierdoor soms wel gedacht dat hij Anthropithecus schreef. De geslachtsnaam verwees naar het werk van Haeckel maar diens soortaanduiding alalus bleef vervangen door erectus, een verwerping van het vooroordeel dat zo'n tussenvorm niet helemaal rechtop liep. De keuze voor Pithecanthropus werd volgens biograaf Bert Theunissen geïnspireerd door het feit dat Dubois zijn eerste schatting van het hersenvolume van de schedelkap, 700 cc, na verdere preparatie en verwijdering van opvullende matrix moest herzien naar 1000 cc. Het was dus meer een 'aapmens' dan een 'mensaap'.
Een satirisch bedoeld artikel over de vondst in het Bataviaasch Nieuwsblad, van 3 februari 1893, werd ondertekend met 'Homo erectus', de eerste keer dat die naam gedrukt werd.
In 1894 publiceerde Dubois in Indië zijn dissertatie waarin hij de naam Pithecanthropus erectus formeel benoemde. Hij claimde dat dit de missing link was en de directe voorouder van de mens. Het geschrift was in het Duits geschreven, dat in de tijd van Germania docet het Latijn en Frans als wetenschapstalen aan het verdringen was. Bij de vindplaats liet hij een klein monument oprichten waarnaast nu een museum staat.

### Een koele ontvangst

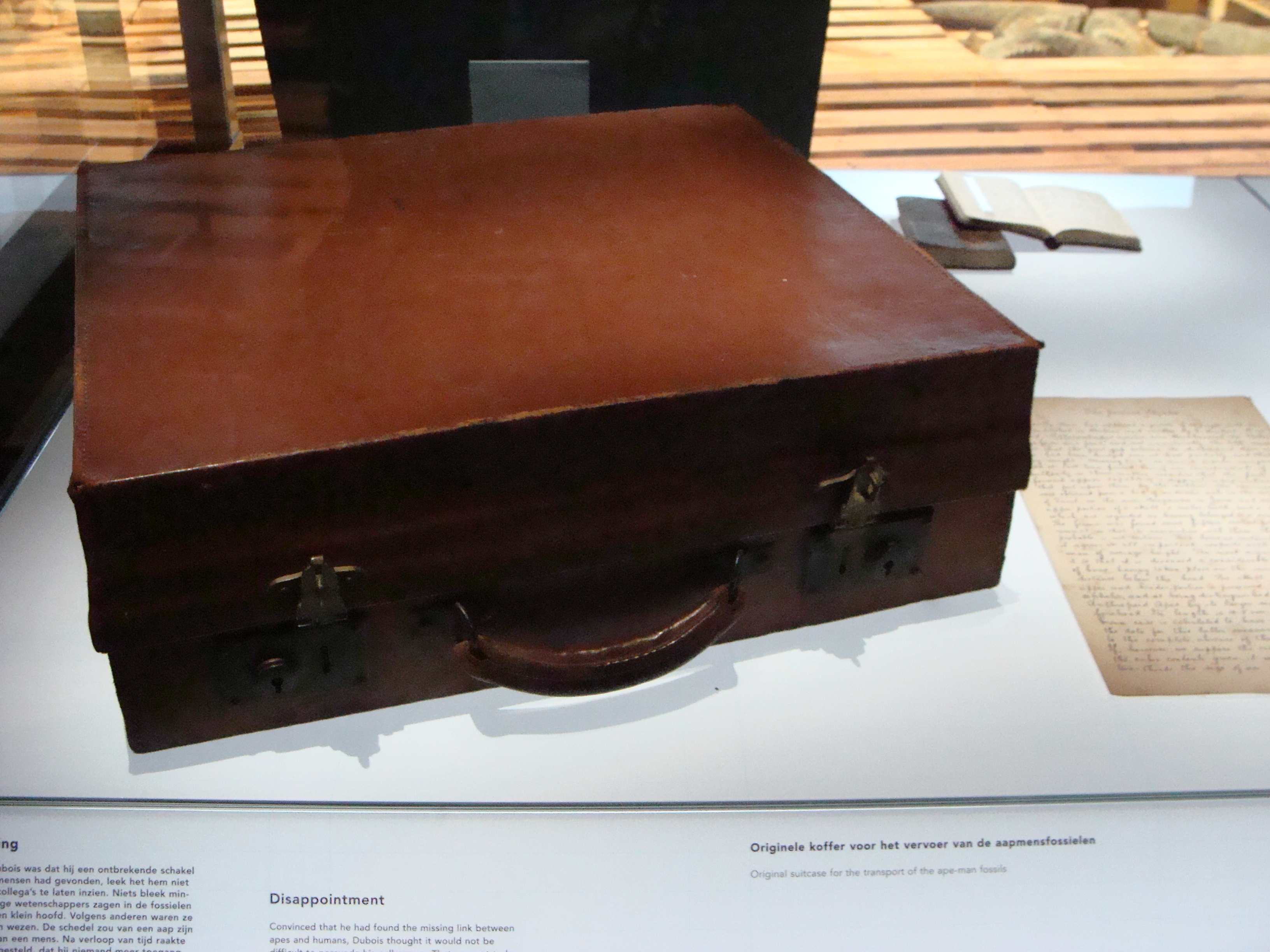
Het koffertje van Dubois

In 1895 reisde Dubois om gezondheidsredenen met de fossielen naar Nederland; overigens gingen de opgravingen door tot 1900 onder leiding van Kriele. In een koffertje nam hij de resten mee, rondreizend langs de Europese universiteiten. Een trots en ambitieus man, verwachtte hij ruime erkenning te krijgen van het belang van zijn ontdekking. Dat viel echter tegen. De vondst baarde veel opzien, zowel in de pers als de wetenschap. Voor het eind van de eeuw waren een tachtigtal publicaties aan Pithecanthropus gewijd. Die belangstelling was echter niet onverdeeld positief. Slechts weinig collegae, waaronder Othniel Charles Marsh en Léonce Manouvrier, namen zijn conclusie over dat het om een aapmens ging, een tussenvorm die de kloof die mens en dier scheidde overbrugde. Britse geleerden meenden typisch dat het een mens betrof, Duitse dat het slechts om een mensaap ging. Rudolf Virchow meende dat het een reuzengibbon betrof. Een uitzondering was de anatoom Gustav Schwalbe aan wie in mei 1897 de fossielen getoond werden waarna deze binnen de ontdekkingsgeschiedenis van de neanderthaler begreep dat ze van een soort voorloper van de indertijd vaak verwaarloosde Neanderthalers waren, welke laatste groep dus ook meer studie verdiende. Dubois zelf had tot dan steeds gedacht dat de Neanderthalers slechts een afwijkend ras waren, zonder veel belang voor de afstamming van de mens. In 1898 verdedigde Dubois zijn positie op het Fourth Interantional Congress of Zoology te Cambridge. In 1900 werkte hij mee aan een levensgroot model voor de wereldtentoonstelling in Parijs dat een mensachtige kop combineerde met meer aapachtige lange ledematen, waarbij echter de benen kaarsrecht waren. De duimen waren kort als bij een klimmende vorm. Dat was voorlopig Dubois' laatste bijdrage aan de antropologie en ook de fossielen hield hij voortaan verborgen. Pas in 1924 publiceerde hij over de  schedelkap en in 1926 over het dijbeen.

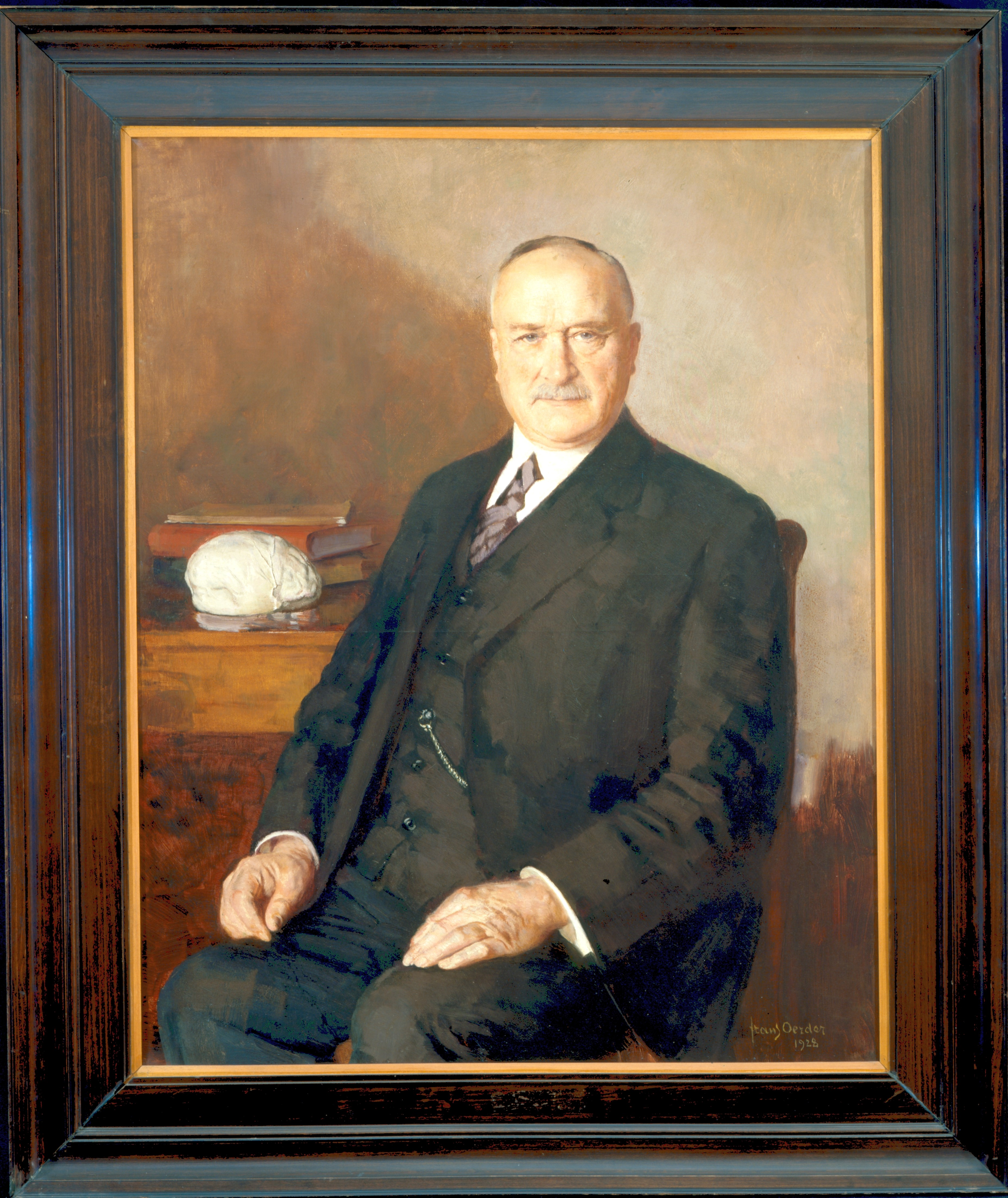
Dubois was op het eind van zijn leven vooral geïnteresseerd in de evolutie van het brein

Meestal wordt het gedrag van Dubois verklaard door aan te nemen dat hij verbitterd was en steeds achterdochtiger werd ten opzichte van andere wetenschappers. Tegen het eind van zijn leven zou hij de fossielen, zo gaat het verhaal, zelfs verborgen hebben op zolder of onder de huiskamervloer. Zijn groeiende waanzin zou bewezen worden door zijn uiteindelijke hypothese dat Pithecanthropus een reuzengibbon was geweest. Theunissen nuanceert dit beeld. Hij wijst erop dat het geen uitzondering is dat paleontologen zich op hun privilege beroepen fossielen die ze zelf gevonden hebben ook zelf te beschrijven. Dubois was daarbij in het bijzonder geïnteresseerd in de neurologie. Hij dacht dat evolutie wetmatigheden volgde. De herseninhoud zou zich ten opzichte van het lichaamsgewicht als geheel steeds sprongsgewijs met een factor twee verhoogd hebben. Zijn eigen Javamens paste echter slecht bij deze vermeende natuurwet. Diens brein was net wat te groot. Dubois dacht dit te kunnen oplossen door aan te nemen dat Pithecanthropus een zeer lange en zware romp had bezeten maar relatief korte beentjes — zoals het gevonden dijbeen immers onvermijdelijk maakte — en een klein hoofd. Dat zou dan zijn encefalisatiequotiënt omlaag hebben gebracht. Het ging dus om een reuzenvorm. Dubois was ook weer teruggekeerd tot de gedachte dat de mens van Aziatische apen afstamde zoals de gibbons. Bij elkaar werd dat dan een soort "reuzengibbon" maar Dubois bedoelde daar allerminst mee dat de Javamens geen voorouder van de mens zou zijn geweest.
Tussen 1891 en 1925 was Pithecanthropus de oudste bekende mensensoort. De Javamens was de enige bron van informatie over vormen die echt wat dichter in bouw bij de huidige basale mensapen stonden. In het begin van de twintigste eeuw werd dit uiteindelijk algemeen erkend en alle onderzoekers ruimden binnen hun denkbeelden over de menselijke evolutie een grotere of kleinere plaats in voor de ontdekking van Dubois. Het belang van die plaats kon echter sterk verschillen, al naargelang de aard van de theorieën. In Engeland werd door de Piltdown Man, een vervalsing die een modern schedeldak koppelde aan de kaak van een orang-oetan, de hypothese populair dat grotere hersenen de drijvende kracht in de menswording zouden zijn geweest. Daar paste de Javamens slecht bij want die liep volledig rechtop maar had een kleiner brein. Dat zou dus maar een gedegenereerde zijtak geweest zijn.
Aan degeneratie dachten ook veel Amerikaanse geleerden. In de VS werd het racisme steeds krachtiger, om een pseudowetenschappelijke rechtvaardiging te bieden voor de groeiende onderdrukking van de zwarte bevolking. Sommigen dachten zelfs dat mensen niet van apen afstamden, een standpunt dat ook toen al zo lastig te verdedigen bleek dat het wel is omschreven als een irrationele 'pithekofobie'. Minder vergezocht was de gedachte dat de mens zich primair in Europa en Centraal-Azië  had ontwikkeld en populaties in de tropen daar de gedegenereerde afstammelingen van waren. De Javamens was dan zo'n verworden tropenbewoner, wat zijn kleinere hersenomvang verklaarde.
Juist de racistische benadering van de evolutie zou echter een rehabilitatie van de Javamens opleveren. Westerse onderzoekers, op zoek naar de Centraal-Aziatische voorouder van de mens, ontdekten in 1921 in het noorden van China de Pekingmens. In de jaren dertig doken daarvan een dozijn schedels op — en deze Sinanthropus verschilde nauwelijks in vorm van Pithecanthropus. Al meteen werd begrepen dat dit neerkwam op een volledig eerherstel van Dubois. Vreemd genoeg was deze daar niet zo blij mee. De betere Chinese fossielen ondermijnden het belang van zijn Javamens en diens status als tussenvorm in hersenontwikkeling. Hij schreef een artikel om zich te verdedigen. Midden jaren twintig kreeg paleoantropoloog Aleš Hrdlička als eerste na lange tijd de fossielen weer te zien toen Dubois in 1924 en 1926 twee papers schreef over de schedelkap en het dijbeen. Hans Weinert bleef hierna bij Dubois erop aandringen dat al het beschikbare materiaal onderzocht zou worden. In 1927 bleken in naar Nederland opgezonden kratten nog vier stukken dijbeen te zitten die wel als Trinil III, IV, V en VI worden aangeduid. Deze bevestigden dat de Javamens rechtop liep wat voor Dubois diens belang als voorloper van de mens nog maar eens bewees. Net voor zijn dood in 1940 werden de tanden van Gigantopithecus ontdekt maar hij kon niet meer meemaken dat ook die een tijdje zijn reuzenhypothese ondersteunden.

### Stratificatie

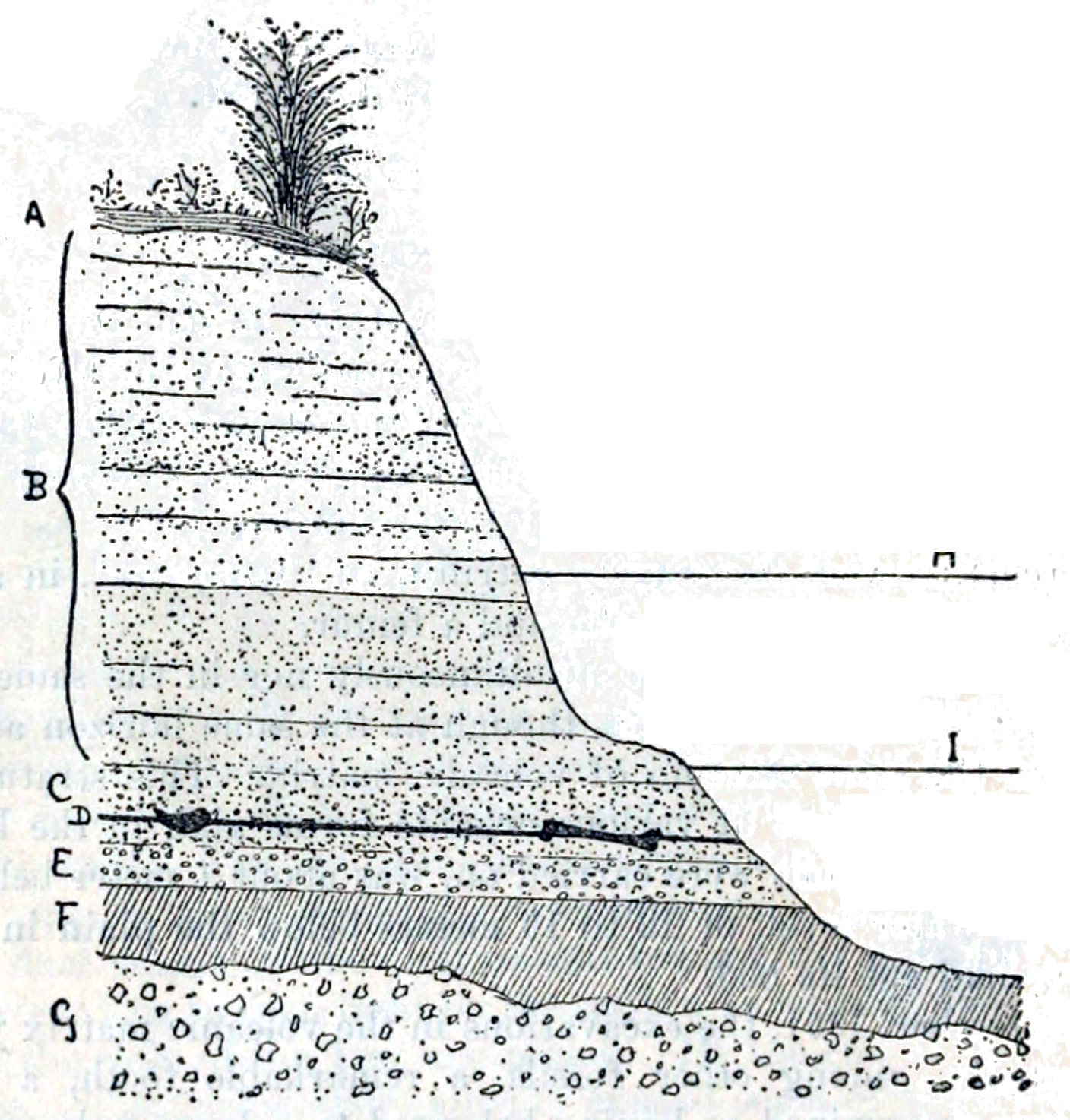
Stratigrafie van de vindplaats met op D de laag met de fossielen

De stratificatie werd in eerste instantie slecht vastgelegd en bepaald. Dubois zou in 1899 weliswaar in Amsterdam een buitengewoon professor geologie worden en in 1907 vol professor maar hij had nooit geologie gestudeerd en wist niet veel van het onderwerp af. Eerst dateerde hij de vondstlocatie correct in het Pleistoceen maar toen inderdaad menselijke fossielen opdoken paste hij dat aan tot Tertiair van het vooroordeel uit dat een missing link zeker zo oud moest zijn. Indertijd had men slechts een zeer vaag idee over de absolute ouderdom van zulke lagen. De schattingen over de grens tussen Pleistoceen en Plioceen liepen uiteen tussen de honderdduizend en achthonderdduizend jaar. In feite ligt het op ruim tweeënhalf miljoen jaar.
Behalve deze absolute datering is er ook het vraagstuk van de relatieve datering, de stratificatie van de gevonden lagen onderling. In 1907 en 1908 voerde Lenore Selenka opnieuw opgravingen uit bij Trinil. De totale oppervlakte van de groeve werd daarbij vergroot tot 2200 m². Daarbij bleek dat Dubois de stratificatie in wezen correct had bepaald. Dat werd in 2022 bevestigd door een studie die het uitgebreide bewaarde fotografisch materiaal helemaal naploos. In 1976 en 1977 waren er kleine Japans-Indonesische opgravingen en nieuw bodemonderzoek werd gestart in augustus 2016.
Dubois had vastgesteld dat de fossielen uit een "Lapillilaag" kwamen, dus een afzetting met kleine steentjes. Selenka noemde dat de Hauptknochenschicht. De laag kenmerkt zich door de aanwezigheid van vele losse beenderen, vooral van honderden hoefdieren, die in een keer afgezet waren door een lahar, een vulkanische modderstroom. Dat het niet om in anatomisch verband liggende hele skeletten gaat, kan verklaard worden door een concentratie en massasterven in een rivierbedding tijdens een droogteperiode van hele kudden, waarvan de kadavers in korte tijd uit elkaar vielen. Hevige regenval daarna zou een modderstroom van de helling van de toenmalige paleo-Wilis veroorzaakt hebben die het materiaal in één laag deponeerde. De botten tonen geen tekenen van geleidelijk watertransport of predatie door roofdieren.
De ouderdom van de hoofdlaag wordt meestal geschat op tussen de negenhonderdduizend en zevenhonderdduizend jaar. Een studie uit 2021 concludeerde echter dat er een Trinilformatie kan worden onderscheiden, afgezet rond een meerbekken, met een ouderdom van tussen de 550 000 en 350 000 jaar. Dat suggereert een ouderdom van de hoofdlaag van een half miljoen jaar.

### Toewijzing aanHomo erectus
Al snel na de ontdekking van de Pekingmens viel het onderzoekers op dat de schedelkap daarvan grote gelijkenis vertoonde met die van de Javamens. Henri Breuil was in 1932 de eerste die ze identiek achtte. Davidson Black was echter huiverig ze samen te voegen, ook omdat de naam Pithecanthropus dan prioriteit zou hebben ten koste van zijn Sinanthropus. Zijn opvolger Franz Weidenreich noemde de Javamens in 1937 de 'voorloper' van de Pekingmens en stelde in 1938 dat het beter was de namen gescheiden te houden. In 1940 sprak hij echter van een Homo erectus pekinensis, wat impliceerde dat beide vormen hooguit ondersoorten waren binnen een Homo erectus. De Javamens werd een Homo erectus javanensis. In 1946 meende Marcellin Boule dat ze aparte soorten binnen een eigen geslacht waren en hernoemde Sinanthropus tot een Pithecanthropus pekinensis. Jean Piveteau sprak in 1957 van een Pithecanthropus sinensis. Dat standpunt was toen echter al verouderd geraakt. In 1950 voegde de Duitse evolutiebioloog Ernst Mayr beide geslachten samen tot een Homo erectus, na een suggestie daartoe van Theodosius Dobzhansky uit 1944. Dubois' vondst Trinil 2 werd daarmee het type-exemplaar van de soort Homo erectus, en alle andere namen werden synoniemen. Dat paste goed in de indertijd dominant wordende leer dat de hele mensheid altijd één grote populatie had gevormd. In ieder geval de latere vormen daarvan kon men dan beter in het geslacht Homo plaatsen. Zowel Mayr als Dobzhansky waren na de oorlog zeer gezaghebbende evolutionisten. Desalniettemin bleef het tot in de jaren zestig gebruikelijk om van Pithecanthropus en Sinanthropus te blijven spreken, zeker in meer populairwetenschappelijke publicaties.
Indien een onderscheid in ondersoorten wordt gemaakt, kan men nog steeds spreken van een Homo erectus javanensis maar meestal gebruikt men voor de Javamens dan het correctere Homo erectus erectus. Zo'n onderscheid wordt echter meestal weinig nuttig geacht omdat het hele begrip "ondersoort" niet empirisch kan worden onderbouwd.

### Latere Javaanse vondsten

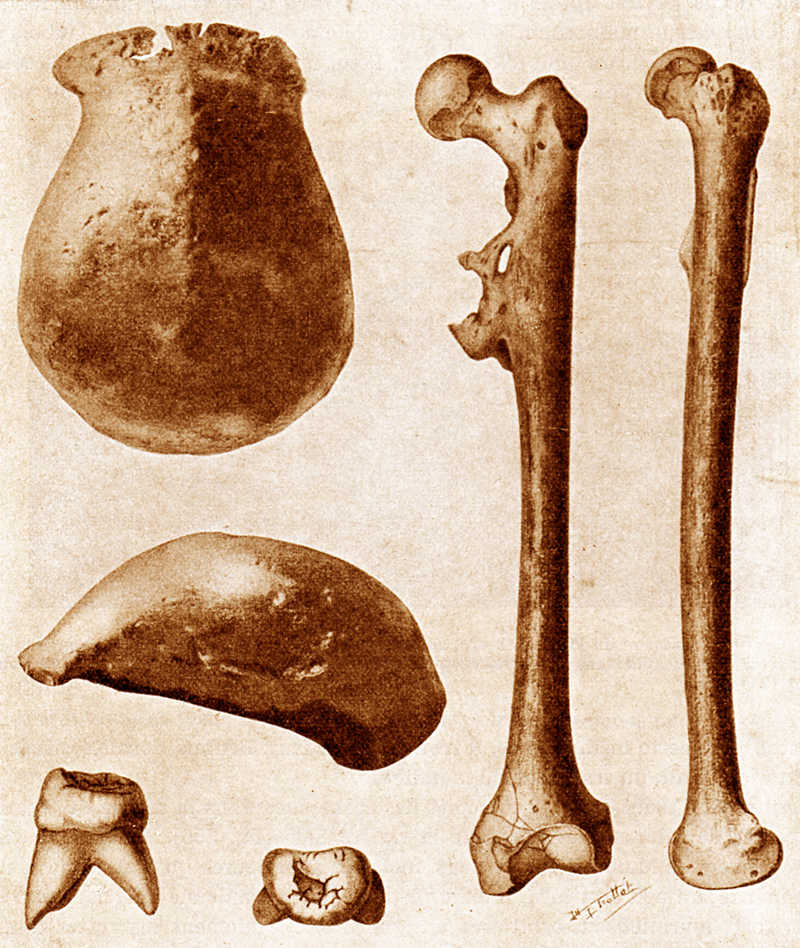
Tekening van de vondsten van Eugène Dubois op grond waarvan hij Pithecanthropus erectus beschreef: een schedeldak, een dijbeen en molaren, tegenwoordig in de collectie van Naturalis in Leiden.

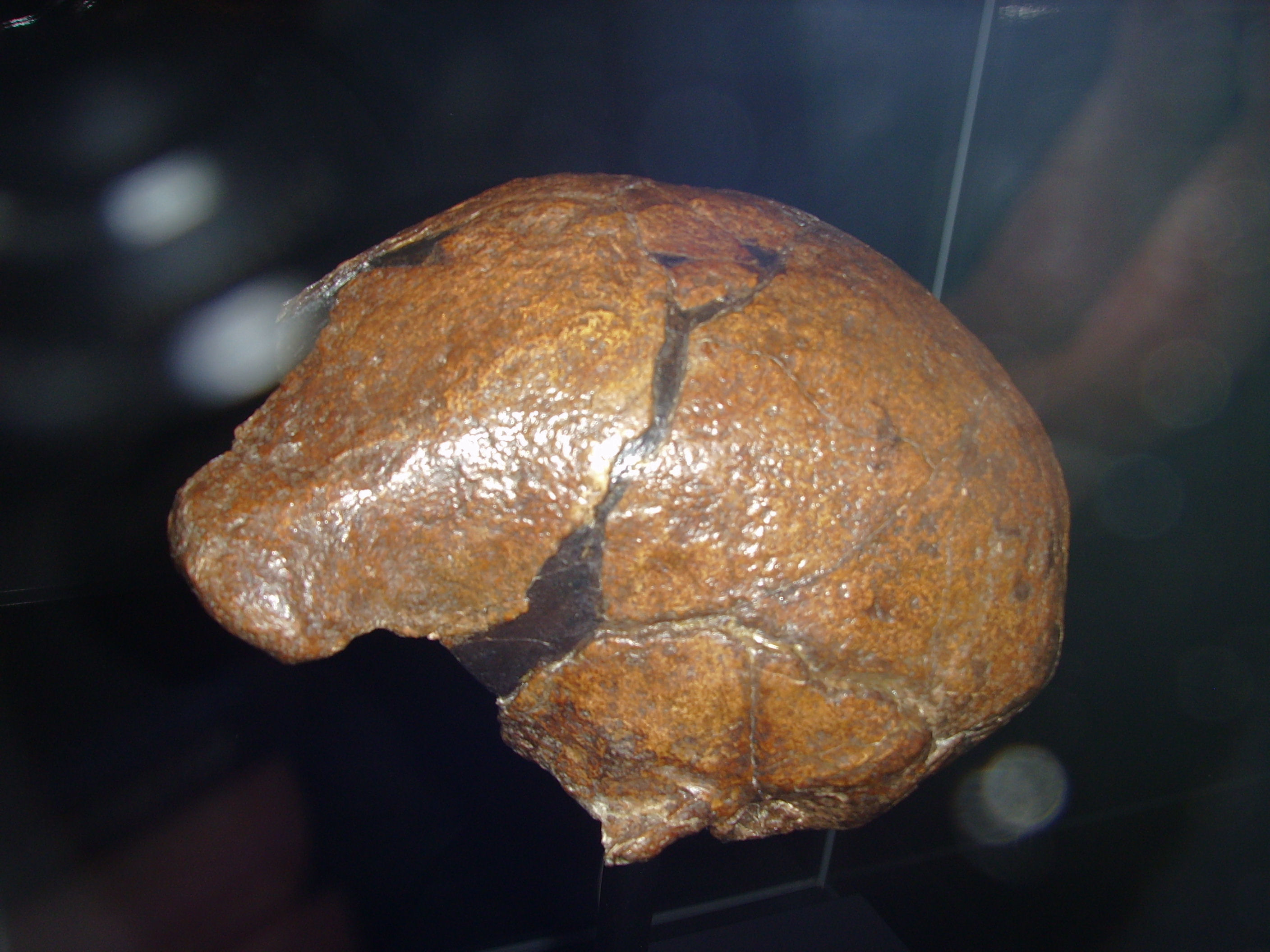
Schedeldak van de javamens Sangiran II uit de Koenigswaldcollectie, Naturmuseum Senckenberg, Frankfurt am Main.

Na 1900 zouden er op Java verdere vondsten gedaan worden van fossiele mensachtigen. Tot 1941 was het materiaal vergroot tot minstens eenendertig individuen. In 1975 was dat opgelopen tot minstens achtenveertig. Die zouden aanvullende informatie kunnen bieden over de Javamens, mits aangenomen kon worden dat ze tot dezelfde populatie behoorden. De meeste waren inderdaad 'pithecanthropine'. Stratigrafie en taxonomie zouden echter onderwerp worden van veel wetenschappelijke strijd.
In 1931 vond de Duits-Nederlandse paleontoloog Ralph von Koenigswald op Java schedelfragmenten die hij de naam Homo soloensis gaf. In 1936 beschreef Von Koenigswald de nieuwe soort Pithecanthropus mojokertensis. Na protest van Dubois hernoemde hij dit tot een Homo mojokertensis en in 1937 vond hij bij Sangiran een goed bewaarde schedel die hij bij Dubois' Pithecanthropus indeelde. Later onderscheidde de Duitse antropoloog Franz Weidenreich bij verdere vondsten in dezelfde regio tussen twee ondersoorten: Pithecanthropus robustus en Pithecanthropus dubius.
Von Koenigswald noemde de vondst Sangiran IV in 1950 niet meer Homo mojokertensis, maar Homo erectus mojokertensis. In hetzelfde jaar stelde de Duitse evolutiebioloog Ernst Mayr voor al deze vondsten gezamenlijk bij het geslacht Homo in te delen.
Pithecanthropus mojokertensis werd vaak gezien als een ouder type, met een geringere hersencapaciteit en grotere tanden. Pithecanthropus dubius werd wel als nog ouder beschouwd vanwege de meer oorspronkelijke vorm van de tandwortels van de onderste premolaren. Ook vondsten uit China werden nog tot de jaren zeventig bij Pithecanthropus ingedeeld, zoals Pithecanthropus lantianensis.
Ook bij Trinil zelf zouden nog vondsten gedaan worden. Daaronder vallen de dijbeenderen Trinil 9 en Trinil 10, van vrij kleine maar moderne vormen.

## Verspreiding
De ontdekkingen van menselijke fossielen in China en Nederlands-Indië in de jaren 20 en 30 zorgden ervoor dat Haeckels idee dat de mens in Zuid-Azië was ontstaan populair werd. In de jaren na de Tweede Wereldoorlog werden echter steeds meer en oudere fossielen van voorlopers van de moderne mens ontdekt in Oost-Afrika, zodat tegenwoordig de meeste antropologen denken dat de mens in Afrika ontstaan is.
Vondsten van Homo erectus wijzen erop dat deze ontstond in Afrika en zich daarna, rond 1 miljoen jaar geleden, verspreid heeft over Azië en Europa. De zeestraten tussen de Soenda-eilanden vormden tijdens de ijstijden geen probleem, omdat deze droog lagen vanwege het lagere zeeniveau.

## Beschrijving

### Grootte
Dubois schatte eerst de herseninhoud van de schedelkap op 700 cc. Na preparatie stelde hij dat bij tot 1000 cc. Dat werd al snel weer gecorrigeerd tot 900 cc. Latere correcties hebben de inhoud gestabiliseerd op 940 cc. Andere Homo erectus-schedels gevonden op Java hebben een inhoud variërend van 813 tot 1231 cc. Jongere vondsten hebben gemiddeld een groter volume dus er lijkt een trend te zijn tot een hoger encefalisatiequotiënt. Problematisch daarbij is in hoeverre men van een enkele endemische populatie van een 'Javamens' mag spreken; er kunnen ook opeenvolgende invasies geweest zijn.

### Schedelkap
Hoewel de experts in de jaren dertig weinig verschil konden zien tussen de Javamens en Pekingmens, veranderde dat tegen het einde van de twintigste eeuw. De steeds gedetailleerde kennis van de evolutionaire veranderingen bij prehistorische menselijke soorten maakte het mogelijk te onderkennen dat de schedel van Trinil juist uitgesproken afwijkend ofwel apomorf was ten opzichte van de vele vormen die ooit onder Homo erectus zijn geschaard.
De grote verschillen doen zich vooral voor aan de voorzijde, met name rond de wenkbrauwwallen, en de achterste punt. Het schedelkapje is aan de kleine kant. Het is langwerpig met relatief dunne botwanden voor een H. erectus-type. De zone achter de wenkbrauwwallen vormt een smal plateau en loopt breder naar bezijden uit. De zone gaat over in het lange, geleidelijk hellende en platte vlak van de voorhoofdsbeenderen. De middenkam, sterker ontwikkeld bij de Pekingmens, is hier nauwelijks waarneembaar en wordt aan beide zijden begrensd door ondiepe uithollingen. De zijwanden van de lage hersenpan zijn kort en buigen opvallend naar binnen boven de net kenbare richels van de lineae temporales op de slapen. De achterzijde van het schedeldak staat onder een vrij scherpe hoek en loopt naar achteren uit in een duidelijk afgetekende horizontale torus, een beenring. Bij de Pekingmens staat de glabella lager, staan de ringen van de wenkbrauwallen meer verticaal en is de trog achter de wenkbrauwallen meer vlak opgevuld. Alle vondsten uit Java delen het kenmerk dat de wenkbrauwwallen niet gewelfd zijn maar een rechte balk vormen.

### Dijbeen

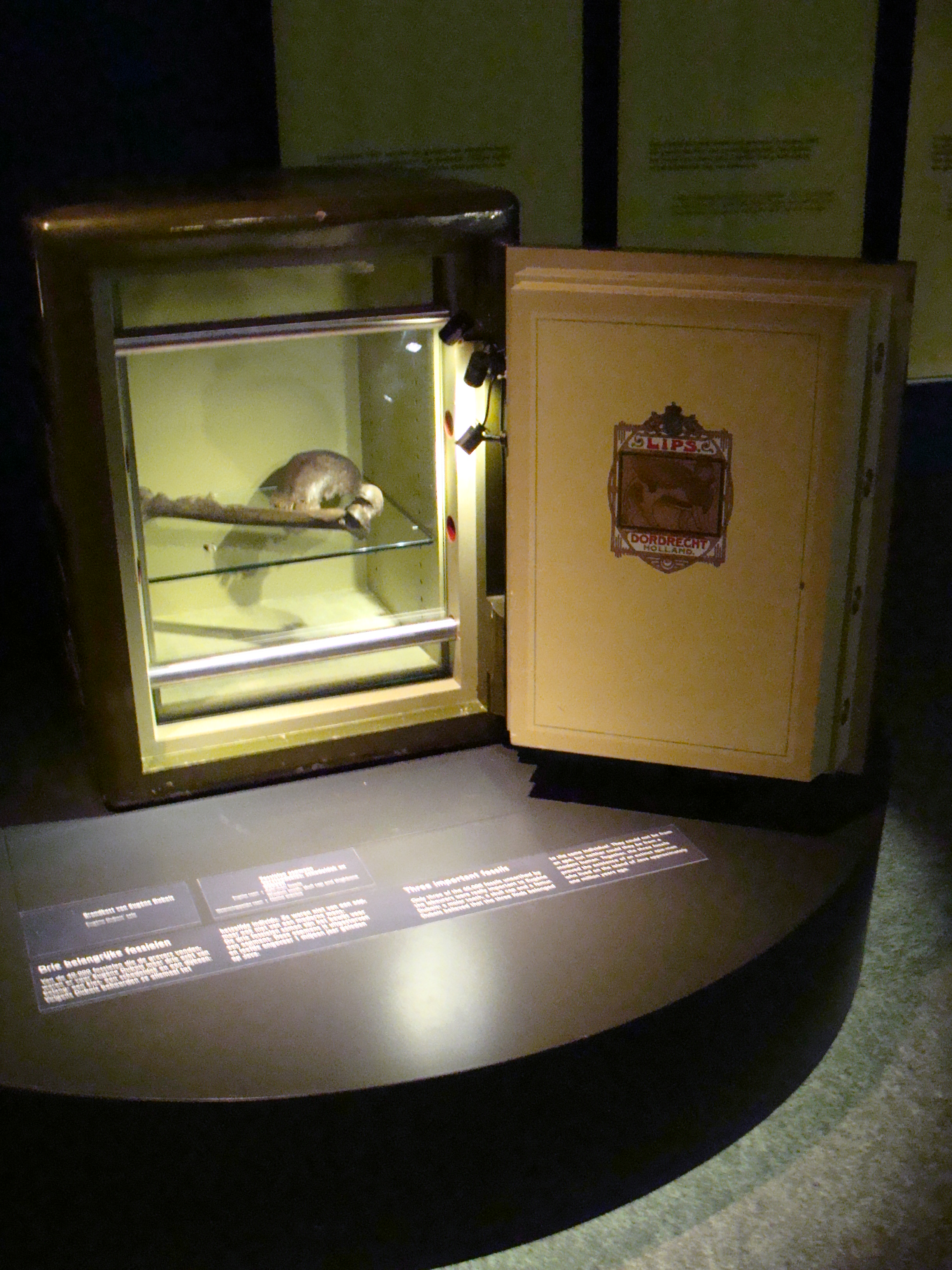
Het is de vraag of schedelkap en dijbeen wel bij elkaar horen

Het dijbeen wordt soms beschreven alsof het een apart taxon vertegenwoordigt. Het is immers niet in direct anatomisch verband met het schedeldak gevonden. Het heeft een lengte van 455 millimeter. Dubois leidde daar in 1894 een lichaamslengte van honderdzeventig centimeter af. De nek van het dijbeen maakt een hoek van honderdvijfentwintig graden met de schacht. Dat past goed in de moderne variatiebreedte. Het is wat weinig voor een man maar juist aan de bovengrens van het vrouwelijke bereik; vrouwen hebben meer X-benen. Dubois concludeerde hieruit dat het een vrouw betrof.
De later uit Trinil opgedoken dijbeenderen hebben een meer basale vorm. In 2015 concludeerde een studie dat 'Femur I' (dus Trinil 3) niet lijkt op de dijbeenderen van vroege mensachtigen. Een lange nek ontbreekt, de buigstijfheid overdwars van de bovenste/middelste schacht is minder en de minimale breedte overdwars van de schacht staat niet laag. De andere dijbeenderen zijn in die kenmerken echter wel basaal. Ook zijn ze sterker gefossiliseerd. Men betwijfelde of het eerst gevonden dijbeen en de schedelkap wel bij elkaar hoorden.
In 2022 werd echter nogmaals bevestigd dat de vondstomstandigheden er sterk op wijzen dat schedelkap en dijbeen dezelfde ouderdom hebben. Beide werden in de hoofdlaag aangetroffen, welke laag als laharafzetting maar een beperkt bereik in de tijd heeft. Er zijn geen aanwijzingen voor een herwerken van jonger materiaal, bedrog of een bij vergissing mengen van fossielen van een verschillende ouderdom. Het kan echter zijn dat bij het insnijden door de Solorivier van de oudere tuflagen, waarbij het terras in de rivierbocht gevormd werd waarin Dubois zijn opgravingen verrichtte, oudere en jongere faunae gemengd raakten.

## Fylogenie
Dubois benoemde voor de Javamens in de jaren dertig een eigen Pithecanthropoidea.

## Cultuur
Van de cultuur van de Javamens is weinig bekend. Bij Trinil zijn geen werktuigen gevonden. De botten van de dieren tonen geen sporen van menselijke bewerking. Evenmin waren er steenschilfers van werktuigen met de botten gemengd. Trinil was geen locatie van langdurige menselijke bewoning of een cultuurlaag maar het resultaat van een kortdurende catastrofe. Overigens zijn in heel Java maar weinig prehistorische werktuigen gevonden. Gegevens van andere mensachtigen wijzen erop dat de Javamens waarschijnlijk wel werktuigen vervaardigde op het Oldowanniveau. 

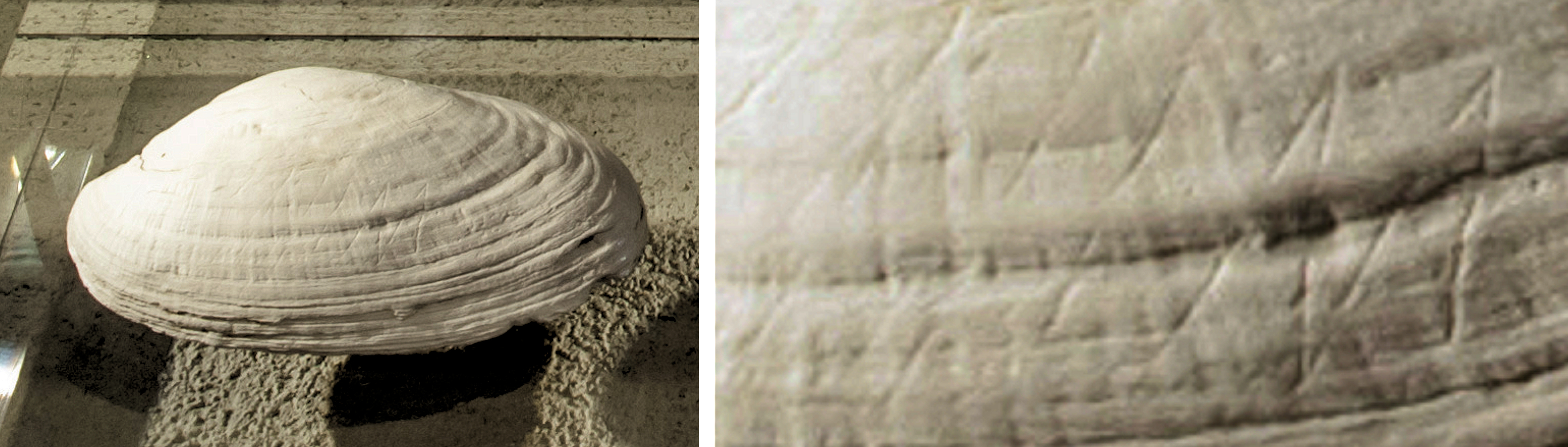
De bekraste schelp

Er is door Dubois een schelp bij Trinil aangetroffen, specimen Pseudodon DUB1006-fL, met zo'n half miljoen jaar oud vermoedelijk jonger dan de fossielen. In 2014 meldde Josephine Joordens dat er op de schelp evenwijdige krassen in een zigzagpatroon te zien zijn. Die zouden aangebracht zijn met een haaientand. Dat zou een van de oudste bekende menselijke cultuuruitingen geweest kunnen zijn. Moderne basale mensapen trekken met tekenmateriaal soms ook spontaan evenwijdige lijntjes. Sommige commentatoren spreken van het oudste bewijs van kunst. De studie wilde die conclusie echter niet trekken en wees erop dat er allerlei motieven kunnen zijn geweest voor de krassen.
Bij Trinil zijn geen aanwijzingen gevonden die eenduidig wijzen op de beheersing van het vuur, zoals vuurplaatsen. Wel zijn er sporen van branden aanwezig maar die zouden ook door natuurlijke oorzaken ontstaan kunnen zijn, zoals uitbarstingen van de vele vulkanen die Java rijk is. Sommige onderzoekers hebben echter gespeculeerd dat de branden bewust door de Javamens zijn aangestoken, een methode die historische jager-verzamelaars gebruikten om prooien op te jagen of het landschap een meer open karakter te geven met een grotere dichtheid aan wild.

## Levenswijze

### Habitat
Het leefgebied van de Javamens was half bebost. Het landschap was vrij nat, de rivier was er ook toen al. De rivierzone werd gedomineerd door rieten en grassen maar er waren ook moerasbossen en oeverbossen. Hogere berghellingen waren bedekt door regenwouden. De fossielhoudende lagen waren vermengd met stukken fossiel hout, bladeren en rietstengels. Een bekken gevuld met een meer dat omzoomd werd door bossen, zou een gunstige habitat voor mensachtigen hebben opgeleverd.
In de rivier, of het meer, woonde een fauna die maar weinig verschilde van de huidige. Crocodylus siamensis kwam nog voor en verder Gavialis bengawanicus. Dubois vond er de mossel Pseudodon vondembuschianus trinilensis. Schelpdieren uit de hoofdlaag tonen geen sporen van menselijke consumptie.
Het is aannemelijk dat de Javamens op dieren joeg. Tot de fauna behoorden apen (Macaca), de wilde hond Xenocyon trinilensis, een tijgersoort (wellicht een ondersoort van Panthera tigris), een nijlpaard, de olifant Stegodon trigonocephalus, de neushoorn Rhinoceros sondaicus, het hert Axis lydekkeri, de antiloop Duboisia santeng, een stekelvarken (Hystrix lagrelli), zwijnen (Sus brachygnathus) en veel Bovidae (Bibos palaesondaicus, Bubalus palaeokerabau). Een voor de hand liggende prooi zou het kleine hert Axis geweest zijn; Trinil is de talrijkste vindplaats van dit taxon. Duboisia was wat groter, met een geschat gewicht van vierenvijftig kilogram. De runderen waren grote dieren, sterk lijkend op de moderne Bibos javanicus en Bubalus arnee. Behalve vlees zal de Javamens ook bessen, zaden, noten en wortels hebben gegeten.
Het klimaat wisselde tijdens het Pleistoceen nogal in Soendaland, met veranderingen in regenval en temperatuur. Vaak wordt aangenomen dat H. erectus zich toch kon handhaven, door een flexibiliteit in gedrag en habitatkeuze. Zo'n 120 000 jaar geleden drong de moderne mens in het gebied door. Na een overgangsfase, waarin beide typen kennelijk gelijktijdig voorkwamen, stierf H. erectus er uit. De meeste onderzoekers gaan uit van verdringing, niet vermenging.

### Voortbeweging
Dubois leidde in 1894 uit de vorm en relatieve lengte van het dijbeen af dat 'het fossiele wezen dezelfde opgerichte gestalte bezat en evenzeer op twee benen liep als de mens'. Pithecanthropus zou niet meer in de bomen geklommen hebben. Moderne inzichten stemmen hiermee overeen: Homo erectus had lange benen en was in rennen gespecialiseerd.

## Verzoek om teruggave
In 2020 adviseerde de Commissie teruggave koloniale collecties om Indonesisch erfgoed dat naar Nederland was overgebracht, weer te laten terugkeren. Men dacht hier in de eerste plaats aan kunstschatten. Indonesië werd uitgenodigd aan te geven in welke objecten men interesse had. Fossielen die tegenwoordig worden opgegraven zijn automatisch eigendom van de Indonesische staat. In juli 2022 diende de Indonesische regering een verzoek in bij het Ministerie van onderwijs, cultuur en wetenschap tot terugkeer van de collectie van Eugène Dubois, inclusief de Javamens. Naturalis reageerde afwijzend op dit verzoek, twijfel uitsprekend of Indonesië de stukken adequaat zou kunnen beheren. Indonesische erfgoedkundigen noemen deze twijfel een vorm van superioriteitsdenken die misplaatst is: Indonesië hanteert dezelfde internationale standaarden als Nederlandse musea, de voorwerpen zullen dan ook toegankelijk blijven voor de internationale wetenschap.
| Voorlopers en oude verwanten van de mens | Voorlopers en oude verwanten van de mens | Voorlopers en oude verwanten van de mens |
| Fossiel voorkomen                        | Geslacht                                 | Soorten |
| ---------------------------------------- | ---------------------------------------- | --- |
| 7 - 4,4 Ma                               | Sahelanthropus                           | Sahelanthropus tchadensis |
| 7 - 4,4 Ma                               | Orrorin                                  | Orrorin tugenensis |
| 7 - 4,4 Ma                               | Ardipithecus                             | Ardipithecus ramidus · Ardipithecus kadabba |
| 4,3 - 2 Ma                               | Australopithecus                         | A. anamensis · A. afarensis · A. bahrelghazali · A. africanus · A. garhi · A. sediba |
| 3,5 Ma                                   | Kenyanthropus                            | Kenyanthropus platyops |
| 2,5 - 1 Ma                               | Paranthropus                             | P. aethiopicus · P. boisei · P. robustus |
| tot heden                                | Homo                                     | H. antecessor · H. cepranensis · H. denisova · Homo erectus (Javamens · Pekingmens) · H. ergaster · H. floresiensis · H. gautengensis · H. georgicus · H. habilis · H. heidelbergensis · H. helmei · H. neanderthalensis · H. rhodesiensis · H. rudolfensis · Homo sapiens (H. s. idaltu · Cro-magnonmens · Red Deer Cave-mensen) |